# Lev Boertsjalkin
Lev Dmitrijevitsj Boertsjalkin (Russisch: Лев Дмитриевич Бурчалкин) (Leningrad, 9 januari 1939 - aldaar, 7 september 2004) was een Russisch voetballer en trainer die een groot deel van zijn carrière uitkwam voor de Sovjet-Unie.

## Biografie
Boertsjalkin speelde zijn hele carrière voor Zenit Leningrad en met 400 wedstrijden moet hij slechts vier spelers voor laten gaan die meer wedstrijden speelden in de competitie van de Sovjet-Unie. Hij maakte zijn debuut in het eerste elftal op 15 september 1957 in een thuiswedstrijd tegen Dinamo Kiev. Op 26 oktober van dat jaar scoorde hij zijn eerste goal tegen Krylja Sovetov Koejbysjev.
Hij werd slechts één keer opgeroepen voor het nationale elftal op 20 mei 1964 in een vriendschappelijke wedstrijd tegen Uruguay. Na zijn spelerscarrière werd hij trainer van diverse clubs.